# Sabine Klauke
Sabine Klauke (geboren am 7. Juli 1973 in Aachen) ist eine deutsche Maschinenbauingenieurin und Managerin in der Luft- und Raumfahrtindustrie. Seit Juli 2021 ist sie Mitglied des Vorstands (Executive Committee) von  Airbus. Zudem ist sie Chief Technology Officer (CTO) des Unternehmens und Executive Vice President (EVP) Engineering der Commercial Aircraft Sparte.

## Leben und Ausbildung
Sabine Klauke studierte Maschinenbau an der Technischen Universität Dresden sowie an der INSA Hauts de France (ehemals École Nationale Supérieure d’Ingénieurs en Mécanique Énergétique) in Valenciennes. Dabei folgte sie ihrer Leidenschaft für Mathematik, Optimierungspotenziale und deren praktische Anwendungen. Sie erwarb einen Doktortitel in Maschinenbau an der TU Dresden, wobei sich ihre Forschung auf gleichzeitige digitale Entwicklungsprozesse zwischen Fertigung und Ingenieurwesen sowie die Optimierung von Fabrikdesignprozessen konzentrierte.

## Beruflicher Werdegang
Ihre berufliche Laufbahn begann im Jahr 1998 bei DELMIA, einer Marke von Dassault Systèmes, wo sie für die Einführung digitaler Fertigungssoftware verantwortlich war und weltweit Beratungsprojekte in der Automobil- und Luftfahrtbranche betreute. Im Jahr 2002 wechselte Sabine Klauke zu Airbus, wo sie zunächst verschiedene Management- und Führungspositionen im Bereich der kommerziellen Luftfahrt innehatte. Hierbei arbeitete sie mit internationalen Teams in Frankreich, Deutschland, Großbritannien und Spanien an wegweisenden Projekten für neue Flugzeuge wie die A380 und die A350. Von 2015 bis 2018 verantwortete sie in der Kundendienst-Sparte des Unternehmens die sichere und zuverlässige Betreuung der weltweiten Flotte in der Position als Head of Programmes Customer Services. Ihre Zuständigkeit erstreckte sich zunächst auf die A330/A340-Programme und dehnte sich dann auf die gesamte Airbus-Flotte weltweit aus.
Im Jahr 2018 wurde sie zur Executive Vice President Engineering bei Airbus Defence and Space ernannt und Mitglied des Exekutivkomitees der Division. In dieser Funktion trug sie die Verantwortung für sämtliche Ingenieurtätigkeiten innerhalb der Verteidigungs- und Raumfahrtsparte, einschließlich Forschung, Technologie und Innovation. Im Juli 2021 übernahm Sabine Klauke die Position der Chief Technical Officer (CTO) von Airbus und leitet seitdem die Bereiche für Technologie und Ingenieurwesen. In dieser Rolle treibt sie das Bestreben des Unternehmens voran, Technologien zu entwickeln, die eine nachhaltige Zukunft in der Luft- und Raumfahrt ermöglichen. Sie führt ein Team von über 13.000 Mitarbeiterinnen und Mitarbeitern weltweit, die für Design, Entwicklung, Zertifizierung und die kontinuierliche Lufttüchtigkeit aller Produkte und Dienstleistungen im Bereich Commercial Aircraft sowie den Technologiepfad der gesamten Unternehmensgruppe verantwortlich sind.
Seit 2024 ist sie Chief Technology Officer (CTO) von Airbus und Executive Vice President (EVP) Engineering der Commercial Aircraft Sparte.
Sabine Klauke hat auch in Branchenverbänden wie dem VDI und dem BDLI zunehmend Verantwortung übernommen.
Neben ihrer Aufgabe als Airbus CTO, füllt Klauke heute folgende Rollen aus:
- Co-Vorsitzende des Clean Aviation Joint Undertaking (CAJU)
- Vizepräsidentin Luftfahrt im Bundesverband der Deutschen Luft- und Raumfahrtindustrie (BDLI)
- Vorsitzende des Aufsichtsrats der Airbus GmbH in Deutschland.[7][13][14]

## Auszeichnungen und Ehrungen
Im Jahr 2024 wurde Klauke zur „Fellow“ der Royal Aeronautical Society (FRAeS) ernannt sowie von der Wirtschaftszeitung manager magazin als „einflussreichste Frau der deutschen Wirtschaft 2023“ ausgezeichnet. Im gleichen Jahr wurden ihr der Titel Chevalier dans l’Ordre national de la Légion d’Honneur und der Aachener Ingenieurpreis verliehen.

## Persönliches
Klauke ist verheiratet und hat zwei Kinder. Sie lebt in Toulouse, genießt den Kontakt zur Natur und schöpft Energie aus Outdoor-Aktivitäten wie Wandern in den Bergen. Als ehemalige Saxophonspielerin sind Konzertbesuche noch immer eine ihrer bevorzugten Freizeitbeschäftigungen.